# Тульский краеведческий альманах

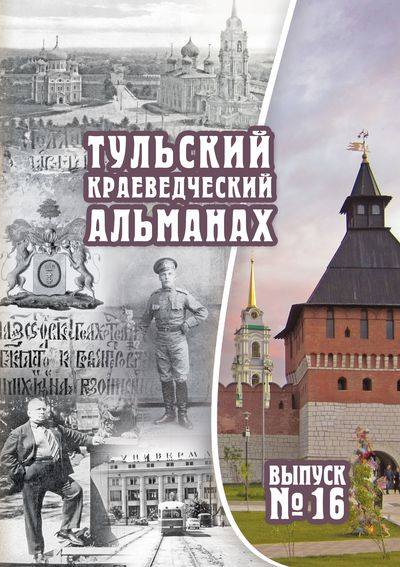
Тульский краеведческий альманах. Вып. 16 (2019 год)

Тульский краеведческий альманах — историко-краеведческое периодическое издание. Выходит с 2003 года, периодичность выпуска — 1 раз в год. в 2016 году зарегистрировано как средство массовых информации, учредитель — Управление культуры администрации г. Тулы, издатель — Тульский государственный педагогический университет им. Л. Н. Толстого.
В журнале публикуются статьи по истории тульского края, документальные источники, материалы о современной культуре региона, проблемах сохранения историко-культурного наследия.

## Главные редакторы
2003—2007 — Присенко Галина Петровна, кандидат исторических наук, доцент кафедры истории России Тульского государственного педагогического университета им. Л. Н. Толстого;
2007—2015 — Симонова Елена Викторовна, доктор исторических наук, профессор кафедры истории, руководитель Центра региональных исторических исследований Тульского государственного педагогического университета им. Л. Н. Толстого;
2016 — по настоящее время — Иванова Юлия Владимировна, заслуженный работник культуры РФ, генеральный директор Регионального библиотечно-информационного комплекса.

## История журнала
Журнал начал издаваться в 2003 году по инициативе Управы города Тулы и членов Общества любителей провинциальной истории — объединения историков и краеведов, музейных и библиотечных работников, специализирующихся в историческом краеведении. Тульский краеведческий альманах стал первым историко-краеведческим изданием с 30-х годов XX века, выходившем в Туле. Его предшественниками можно считать журналы «Тульская старина», главным редактором которого был выдающиеся тульский историк и краевед Николай Иванович Троицкий. В 20-х годах XX века общество по изучению Тульского края выпускало ежегодный журнал «Тульский край».
В 2010 году Тульский краеведческий альманах вошел в число победителей российского конкурса краеведческих периодических изданий, организованного Союзом краеведов России и Фондом Д. С. Лихачева.
В 2020 году все выпуски журнала размещены в свободном  доступе на информационном ресурсе «Тульский край. Исторический портал».